# Indianapolis Colts 1999
La stagione 1999 degli Indianapolis Colts è stata la 46ª della franchigia nella National Football League, la 16ª con sede a Indianapolis. I Colts conclusero con un record di 13 vittorie e 3 sconfitte, terminando al primo posto della AFC East e centrando l'accesso ai playoff dopo due anni di assenza. Questa stagione rappresentò un punto di svolta per la franchigia, che aveva raggiunto i playoff solo tre volte a partire dal 1977. Dal 1999, i Colts divennero una delle franchigie di maggior successo della NFL, mancando i playoff solo sei volte nei successivi vent'anni. La squadra vinse dieci gare in più dell'anno precedente, il massimo della storia finché i Dolphins del 2008 passarono da 1-15 a 11-5.
Malgrado il ragguardevole miglioramento da 3-13 a 13-3, i Colts persero contro i futuri campioni dell'AFC, i Tennessee Titans, nel divisional round dei playoff.

## Roster
| Roster degli Indianapolis Colts nel 1999 |
| --- |
| Quarterback - 13 Kelly Holcomb - 18 Peyton Manning - 4 Steve Walsh Running Back - 23 Keith Elias - 43 Scott Greene FB - 32 Edgerrin James - 39 Paul Shields Wide Receiver - 84 E.G. Green - 88 Marvin Harrison - 15 Isaac Jones - 86 Jerome Pathon - 16 Chad Plummer - 80 Terrence Wilkins Tight End - 85 Ken Dilger - 81 Marcus Pollard Offensive Linemen - 78 Tarik Glenn T - 74 Waverly Jackson T - 59 Jason Johnson C - 76 Steve McKinney G - 73 Adam Meadows T - 50 Larry Moore G - 63 Jeff Saturday C - 71 Jamie Wilson T Defensive Linemen - 72 Shane Bonham DT - 92 Chad Bratzke DE - 64 Larry Chester DT - 62 Ellis Johnson DT - 61 Tony McCoy DT - 91 Chukie Nwokorie DT - 99 Brad Scioli DE - 90 Mark Thomas DE - 95 Bernard Whittington DT Linebacker - 53 Mike Barber - 97 Cornelius Bennett OLB - 57 Bertrand Berry ILB - 52 Mike Peterson OLB - 56 Spencer Reid - 55 Ratcliff Thomas OLB Defensive Back - 47 Billy Austin S - 29 Jason Belser FS - 26 Tony Blevins CB - 20 Jeff Burris CB - 37 Chad Cota SS - 31 Mustafah Muhammad CB - 21 Paul Miranda CB - 38 Tyrone Poole CB - 27 Thomas Randolph CB - 40 Eric Smedley SS Special Team - 83 Bradford Banta LS - 17 Hunter Smith P - 12 Mike Vanderjagt K Lista delle riserve - Phil Armour C (IR) - 51 Jeff Brady MLB (IR) - 87 Lake Dawson WR (IR) - 96 Shawn King DE (Sospeso) - 34 Leeland McElroy RB (IR) - 68 Trey Sartin T (IR) Squadra di allenamento - -- Jermaine Chaney RB - -- Josh Keur TE |
| Legenda - I rookie sono in corsivo. - Il primo ruolo è il principale mentre gli eventuali successivi indicano i ruoli secondari. - (IR) sta per Injured Reserve ed indica la lista ristretta per un solo giocatore infortunato che può tornare ad allenarsi dopo la settimana 6 e a rientrare in prima squadra dopo che questa ha giocato 8 partite. - (NF-Inj.) / (NF-Ill.) stanno rispettivamente per Non-Football Injured e Non-Football Illness ed indicano le liste dove viene inserito un giocatore che ha un infortunio o una malattia non dipendente dal football americano. - (PUP) sta per Physically Unable to Perform ed indica la lista dove viene inserito un giocatore mentre è in attesa di recuperare la condizione fisica. Nella stagione regolare dopo la sesta partita giocata dalla propria squadra, il giocatore ha tempo tre settimane per riprendere ad allenarsi, più tre settimane aggiuntive dal suo rientro agli allenamenti per rientrare in prima squadra. |

Fonte:

## Calendario
| Stagione regolare |                    |                         |                    |                    |                          |                    |                    |
| Turno             | Data               | Avversario              | Risultato          | Record             | Stadio                   | Ora                | Pubblico           |
| 1                 | 12 settembre 1999  | Buffalo Bills           | V 31–14            | 1–0                | RCA Dome                 | CBS 1:00 pm        | 56,238             |
| 2                 | 19 settembre 1999  | at New England Patriots | S 28–31            | 1–1                | Foxboro Stadium          | CBS 1:00 pm        | 59,640             |
| 3                 | 26 settembre 1999  | at San Diego Chargers   | V 27–19            | 2–1                | Qualcomm Stadium         | CBS 4:05 pm        | 56,942             |
| 4                 | Settimana di pausa | Settimana di pausa      | Settimana di pausa | Settimana di pausa | Settimana di pausa       | Settimana di pausa | Settimana di pausa |
| 5                 | 10 ottobre 1999    | Miami Dolphins          | S 31–34            | 2–2                | RCA Dome                 | CBS 1:00 pm        | 56,810             |
| 6                 | 17 ottobre 1999    | at New York Jets        | V 16–13            | 3–2                | The Meadowlands          | CBS 1:00 pm        | 78,112             |
| 7                 | 24 ottobre 1999    | Cincinnati Bengals      | V 31–10            | 4–2                | RCA Dome                 | CBS 1:00 pm        | 55,996             |
| 8                 | 31 ottobre 1999    | Dallas Cowboys          | V 34–24            | 5–2                | RCA Dome                 | FOX 4:15 pm        | 56,860             |
| 9                 | 7 novembre 1999    | Kansas City Chiefs      | V 25–17            | 6–2                | RCA Dome                 | CBS 1:00 pm        | 56,689             |
| 10                | 14 novembre 1999   | at New York Giants      | V 27–19            | 7–2                | Giants Stadium           | CBS 1:00 pm        | 78,081             |
| 11                | 21 novembre 1999   | at Philadelphia Eagles  | V 44–17            | 8–2                | Veterans Stadium         | CBS 1:00 pm        | 65,521             |
| 12                | 28 novembre 1999   | New York Jets           | V 13–6             | 9–2                | RCA Dome                 | CBS 4:15 pm        | 56,689             |
| 13                | 5 dicembre 1999    | at Miami Dolphins       | V 37–34            | 10–2               | Pro Player Stadium       | CBS 1:00 pm        | 74,096             |
| 14                | 12 dicembre 1999   | New England Patriots    | V 20–15            | 11–2               | RCA Dome                 | CBS 1:00 pm        | 56,975             |
| 15                | 19 dicembre 1999   | Washington Redskins     | V 24–21            | 12–2               | RCA Dome                 | FOX 1:00 pm        | 57,013             |
| 16                | 26 dicembre 1999   | at Cleveland Browns     | V 29–28            | 13–2               | Cleveland Browns Stadium | CBS 1:00 pm        | 72,618             |
| 17                | 2 gennaio 2000     | at Buffalo Bills        | S 6–31             | 13–3               | Ralph Wilson Stadium     | CBS 1:00 pm        | 61,959             |

### Playoff
| Playoff    |                                           |                                           |                                           |                                           |                                           |                                           |                                           |
| Turno      | Data                                      | Avversario (seed)                         | Risultato                                 | Record                                    | Stadio                                    | Pubblico                                  |                                           |
| Wild Card  | Qualificati direttamente al secondo turno | Qualificati direttamente al secondo turno | Qualificati direttamente al secondo turno | Qualificati direttamente al secondo turno | Qualificati direttamente al secondo turno | Qualificati direttamente al secondo turno | Qualificati direttamente al secondo turno |
| Divisional | 16 gennaio 2000                           | Tennessee Titans (4)                      | S 16–19                                   | 0–1                                       | RCA Dome                                  | 57,097                                    |                                           |

## Classifiche
| AFC East               |    |   |   |      |     |     |     |
|                        | V  | S | P | %    | PF  | PS  | STR |
| (2) Indianapolis Colts | 13 | 3 | 0 | .813 | 423 | 333 | S1  |
| (5) Buffalo Bills      | 11 | 5 | 0 | .688 | 320 | 229 | V3  |
| (6) Miami Dolphins     | 9  | 7 | 0 | .563 | 326 | 336 | S2  |
| New York Jets          | 8  | 8 | 0 | .500 | 308 | 309 | V4  |
| New England Patriots   | 8  | 8 | 0 | .500 | 299 | 284 | V1  |

## Premi
- Edgerrin James:

rookie offensivo dell'anno